# Gongbi

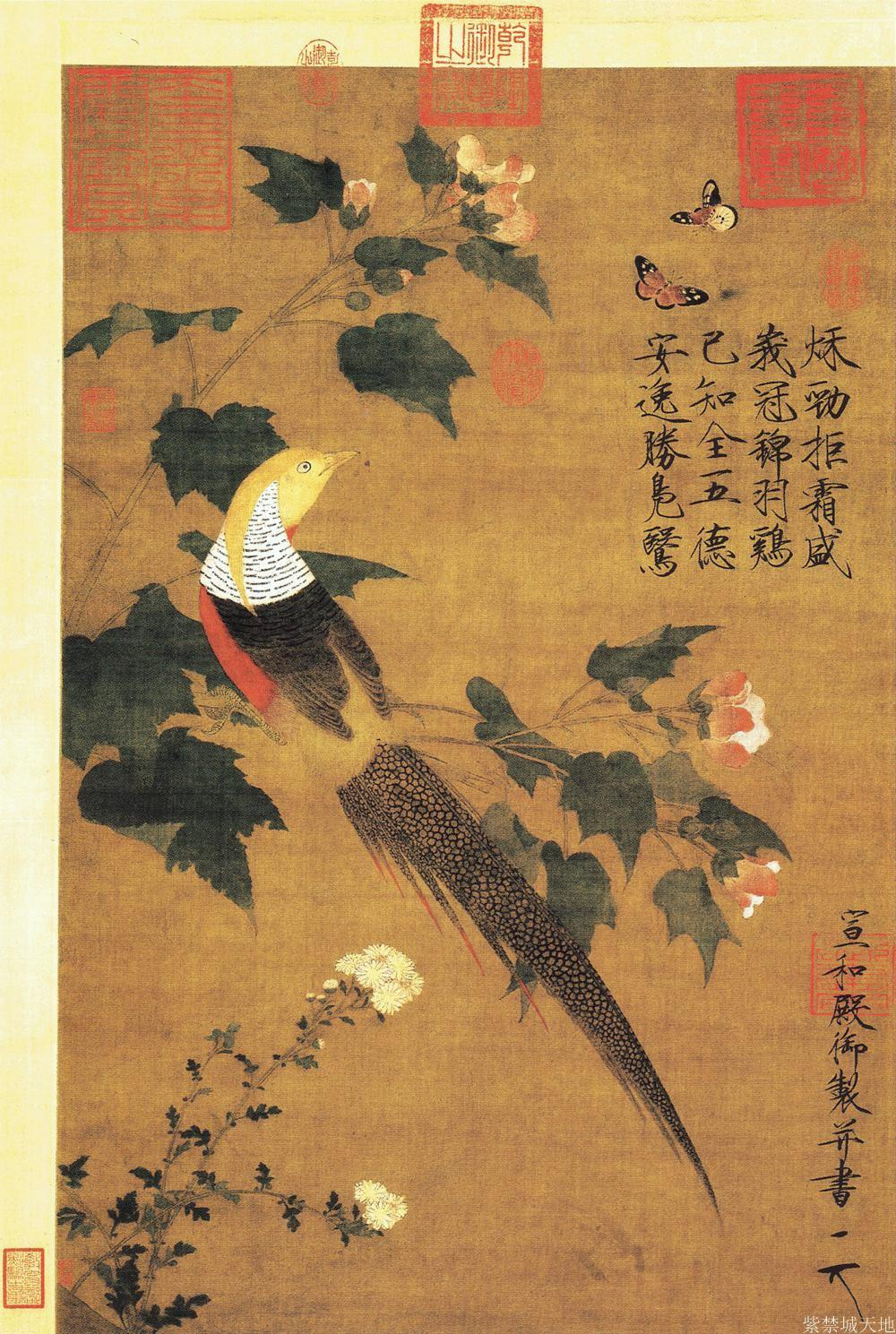
Fagiano dorato e fiori di ibisco con farfalle (XI secolo) dell'imperatore Hui Zong

Il gongbi (工筆T, 工笔S, gōng bǐP, kung-piW) è una tecnica realista della pittura cinese, caratterizzata da grande accuratezza, l'opposto dello stile interpretativo e liberamente espressivo xieyi (寫意 "pensieri abbozzati").
Il nome proviene dal cinese gong jin, che significa "ordinata" (arte della pennellata meticolosa). La tecnica gongbi usa pennellate estremamente dettagliate che delimitano i particolari con grande precisione e senza variazioni indipendenti o espressive. È spesso molto colorata e rappresenta di solito soggetti figurativi o narrativi.
Il termine legato a gongbi, jiehua, o "pittura di confine", si riferisce alla rappresentazione accurata di forme architettoniche assistita dal righello.

## Storia
Lo stile gongbi ebbe i suoi inizi approssimativamente 2.000 anni fa durante la dinastia Han (206 a.C. - 220 d.C.) quando le condizioni di stabilità politica e prosperità favorirono l'avanzamento delle arti. Lo stile raggiunse il culmine tra le dinastie Tang e Song (dal VII al XIII secolo) quando questi raffinati dipinti furono sostenuti e collezionati dalle famiglie reali della Cina. Per perfezionare questo stile gli artisti gongbi devono dedicarsi totalmente a queste tecniche. Solo i ricchi potevano perrmettersi tali artisti. Questo stile artistico era eseguito in segreto nei palazzi reali e nelle case private. Il gong bi è una delle più antiche tecniche pittoriche cinesi che mostrano nei dipinti narrazioni e figure di grande autorità.

## Utensili
Quando si usano i pennelli per dipingere il gongbi, ci sono tipi specifici per i contorni e la colorazione. Ci sono quattro tipi di pennelli per i contorni; gli hong mao ("peli rossi") si usano per tracciare pennellate fitte principalmente per il paesaggio e le immagini sullo sfondo. Lo yi wen si usa per le linee più lunghe, ad esempio per dipingere i vestiti. I pennelli ye jing si usano per fare i contorni dei fiori e delle lenzuola. Lo xie zhua è il pennello più fine per i contorni, usato per dipingere le pennellate delle libellule e specifici dettagli nella raffinatezza dei dipinti. Ci sono tre dimensioni di pennelli utilizzati per colorare la superficie del dipinto: da bai yun ("grande nuvola bianca"), zhong bai yun ("media nuvola bianca") e xiao bai yun ("piccola nuvola bianca"). Gli schizzi grossolani sono disegnati di solito sulla carta di riso. Se c'è solo uno schizzo, si usa un tipo speciale di carta chiamato carta Xuan, che spesso è incollata. La carta morbida è in grado di assorbire bene l'acqua, e si adopera meglio per la pittura e la calligrafia. Si può usare anche la seta, che è ugualmente incollata.

## Processo di lavorazione
Il gongbi inizia il disegno dapprima con linee sottili per rappresentare gli aspetti più caratteristici degli oggetti, e poi aggiunge strati di inchiostro e colore uno dopo l'altro, così da avvicinarsi alla perfezione dell'eleganza e della raffinatezza dell'arte. Il gongbi si pratica specificamente sulla carta di riso quando si abbozza il progetto e la disposizione del disegno. Normalmente, si usa la matita prima di incominciare il secondo schizzo con i pennelli appuntiti. La variazione e il dettaglio nelle pennellate sono importanti specialmente quando si mette ogni strato di inchiostro l'uno in cima all'altro. Ci sono pennellate verso l'alto e verso il basso che enfatizzano figure dettagliate come tratti facciali e insetti. Dopo centinaia di anni, fu sviluppata una tecnica per tutti gli artisti gongbi come sistema. Prima si usano linee per segnare i contorni della figura e determinare gli elementi essenziali del dipinto. Si aggiungono colori tenui per creare un senso della natura; si usano colori sgargianti quando il contenuto del dipinto ha linee molto accentuate.

## Pittorigongbi
Elencati in ordine cronologico:
- Yan Liben (c. 600-673)
- Li Sixun (651-716)
- Zhang Xuan (713-755)
- Zhou Fang (c. 730-800)
- Gu Hongzhong (937-975)
- Hui Zong (imperatore Song) (1082-1135)
- Tang Yin (1470-1524)
- Qiu Ying (1494-1552)
- Chen Hongshou (1598-1652)